# 부여 왕흥사지 출토 사리기
부여 왕흥사지 출토 사리기(扶餘 王興寺址 出土 舍利器)은 대한민국 충청남도 부여군, 국립부여문화재연구소에 있는 백제의 사리장엄구이다. 2012년 6월 29일 대한민국의 보물 제1767호 부여 왕흥사지 불사리 장엄구로 지정되었다가, 2019년 6월 26일 대한민국의 국보 제327호로 승격되었다.

## 개요
'부여 왕흥사지 사리기 일괄'은 목탑지의 심초석 남쪽 중앙 끝단에 마련된 장방형 사리공 내부에서 발견되었다. 발견된 사리장엄구는 가장 바깥에 청동제의 원통형 사리합을 두고 그 안에 은으로 만든 사리호, 그리고 보다 작은 금제 사리병을 중첩하여 안치한 3중의 봉안 방식을 취하였다. 사리를 보호하기 위해 가장 귀한 재질인 금, 은, 동을 순서대로 사용한 백제 사리장엄의 면모를 보여주는 귀중한 자료이다.
우선 청동제사리합은 바닥이 납작한 원통형 몸체의 위, 아래로 두 줄의 음각선을 둘렀고 사리함 뚜껑에도 두 줄씩 음각선을 일정한 간격으로 새겨 넣었다. 뚜껑 중앙에 솟아 있었던 연봉형의 손잡이는 부러진 채 발견되었는데, 현재 복원되어 있다. 청동 합 안에 넣었던 은제사리호는 직립된 긴 목 아래로 둥근 몸체와 낮은 굽을 지닌 호의 모습을 하였다. 목 부분에 접합한 흔적이 보이는 것은 금제 사리병을 안치하기 위해 상부와 하부를 따로 만들어서 나중에 접합한 것으로 추측된다. 불룩하게 솟은 뚜껑 중앙의 연봉형 손잡이가 있고 그 주위에 연잎을 유려하게 새겼다.
특히 몸체의 안쪽 바닥에는 별도의 받침대가 있는데, 은제사리호 내부에 안치되는 금제사리병이 움직이지 않도록 계획된 것이다. 가장 안쪽의 굽 달린 금제 사리병은 아래쪽으로 갈수록 볼록해지는 호리병 형태로서 가장자리에는 음각선이 한 줄 새겨져 있다. 뚜껑 가운데로 보주형의 손잡이가 솟아있으며 역시 그 주위에 6엽의 연잎을 새겼다.
청동제사리합에는 6행 29자의 명문이 확인된다. "丁酉年二月, 十五日百濟, 王昌爲亡王, 子立刹本舍, 利二枚葬時神化爲三" 즉, "정유년(丁酉年, 577년) 2월 15일에 백제왕 창(百濟王昌)(위덕왕)이 죽은 왕자를 위하여 찰(刹)을 세우는데, 2매였던 사리가 장시(葬時)에 신(神)의 조화로 3매가 되었다."는 내용이 기록되어 있다. 이 명문은 사찰(刹)의 건립시기, 사리기의 제작시기 등을 알려주고, 더불어 사찰의 건립 배경을 알려주는 귀중한 자료이다.
특히, '부여 왕흥사지 사리기 일괄'은 현재까지 확인된 국내 사리기 가운데 가장 이른 시기에 제작된 사리장엄구로 가치가 높다.

## 국보 승격사유
'부여 왕흥사지 출토 사리기'는 2007년 문화재청 국립부여문화재연구소가 발굴한 유물로, 현재까지 우리나라에서 알려진 가장 오래된 사리기이다. 부여 왕흥사지(王興寺址)라는 출토지가 분명하고 청동제 사리합에 새겨진 명문에 의해 577년(위덕왕 24)에 제작한 사실을 알 수 있어 절대연대가 확실할 뿐 아니라『삼국사기(三國史記)』등의 문헌기록을 보완할 수 있는 자료이다.
해당 유물은 백제 사비시기 위덕왕(威德王)에 의해 제작된 왕실 공예품으로서 공예사적 가치가 높으며, 죽은 왕자를 위해 발원된 기년명(紀年銘) 사리장엄구로서 가장 이른 시기에 제작되었다는 점에서 희소성이 있다.
공예사적인 측면에서 부여 왕흥사지 출토 사리기는 전반적인 형태와 세부 구조물을 주조하고 접착한 기법과 표면을 깎고 다듬는 기법 등에서 수준 높은 완성도를 보여주고 있어 백제 장인의 숙련된 솜씨를 엿볼 수 있다. 특히 단순하고 단아한 형태와 보주형(寶珠形) 꼭지, 그 주위를 장식한 연꽃문양 등을 통해 525년 조성 무령왕릉 출토 은제탁잔(銀製托盞) 등의 영향을 받아 7세기 전반 미륵사지 사리기에 조형적으로 영향을 끼친 6세기 후반의 대표작으로 평가된다.
이러한 사유로 '부여 왕흥사지 출토 사리기'는 절대 연대 및 백제왕실 공예품이라는 역사적․예술적 가치, 현존하는 가장 이른 시기 제작 사리기라는 희소성, 우리나라 공예 및 조형예술사에서 차지하는 위상이 높아 국보로서 보존할 가치가 있다.

## 갤러리

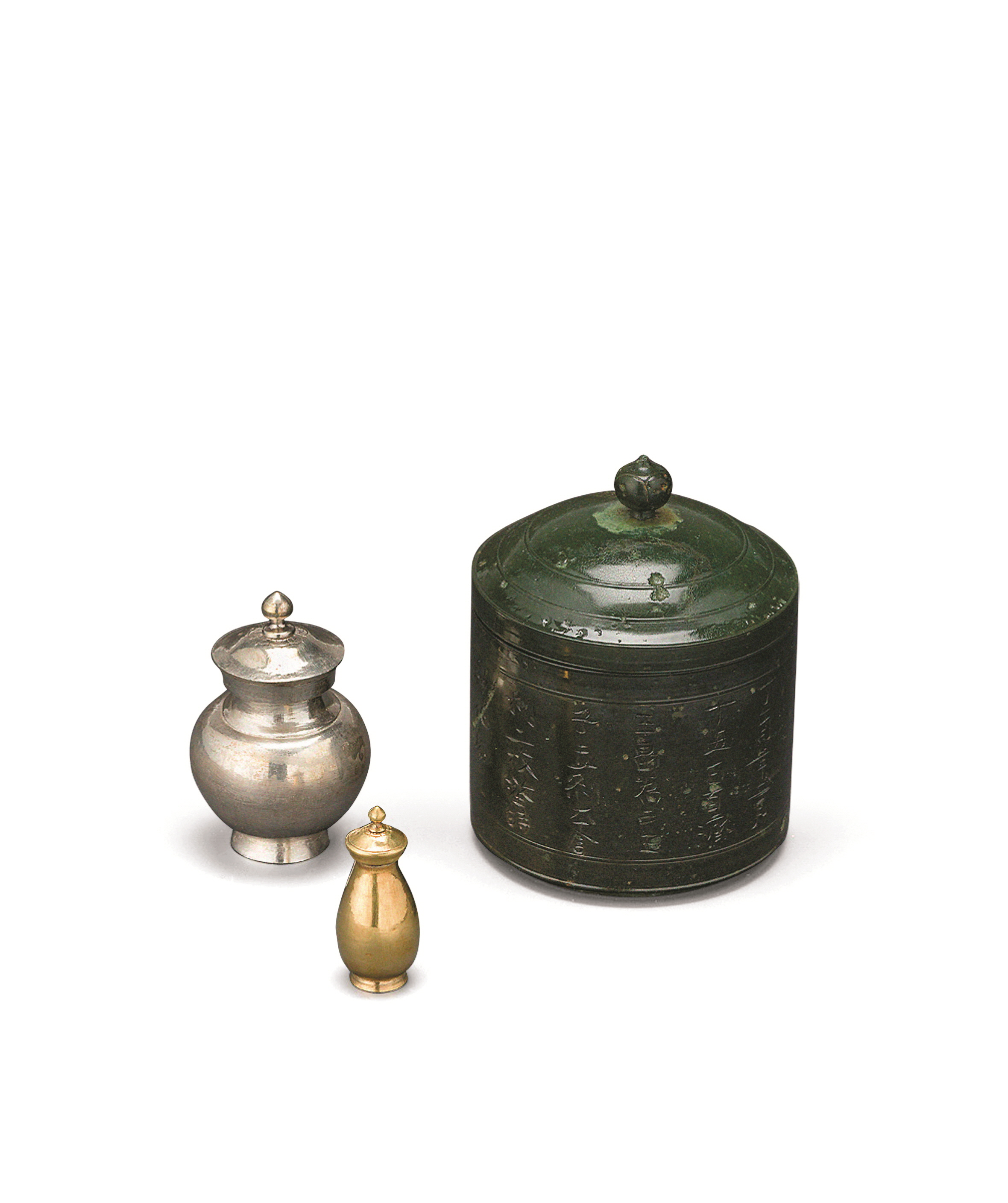
전체
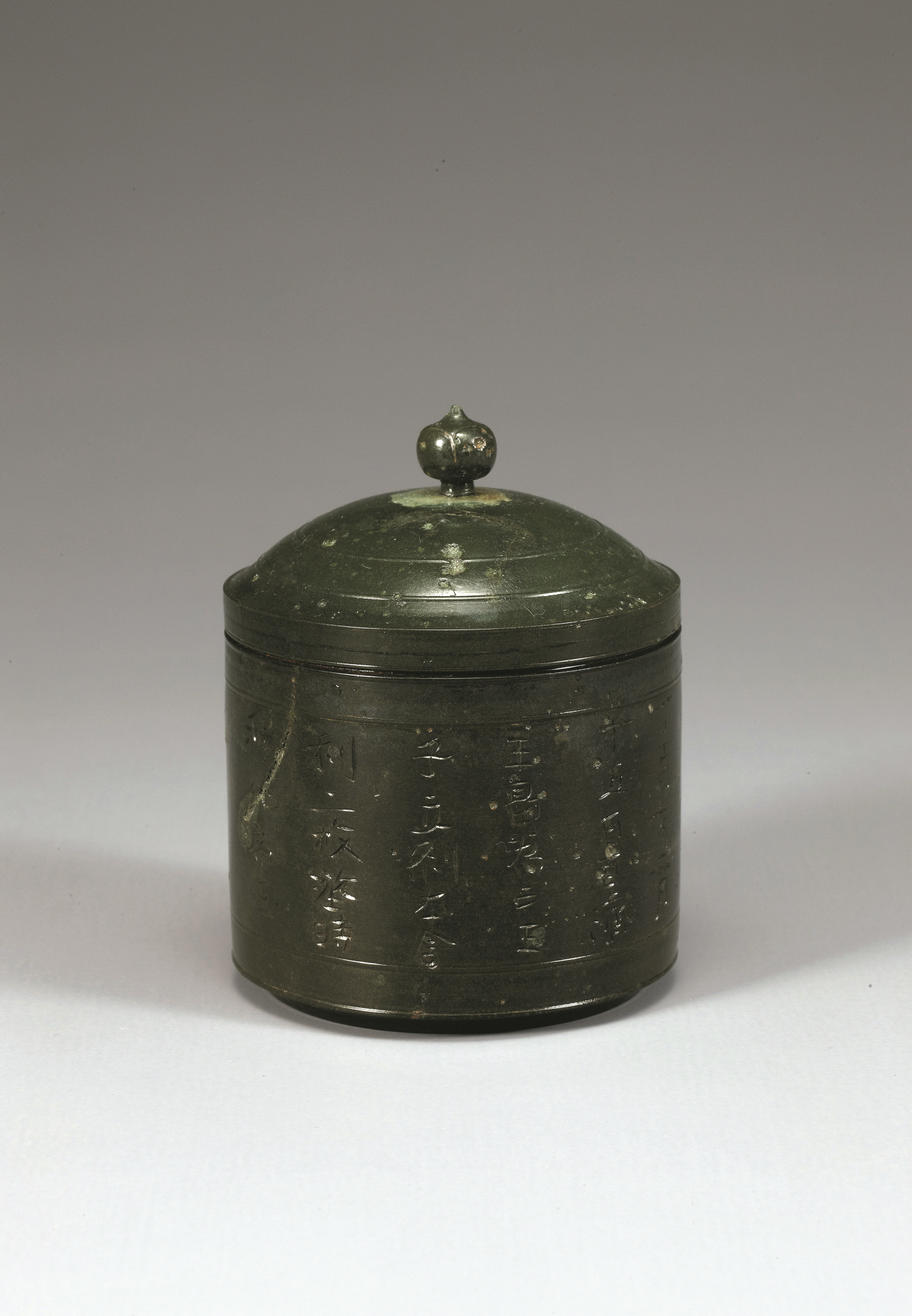
청동제사리합
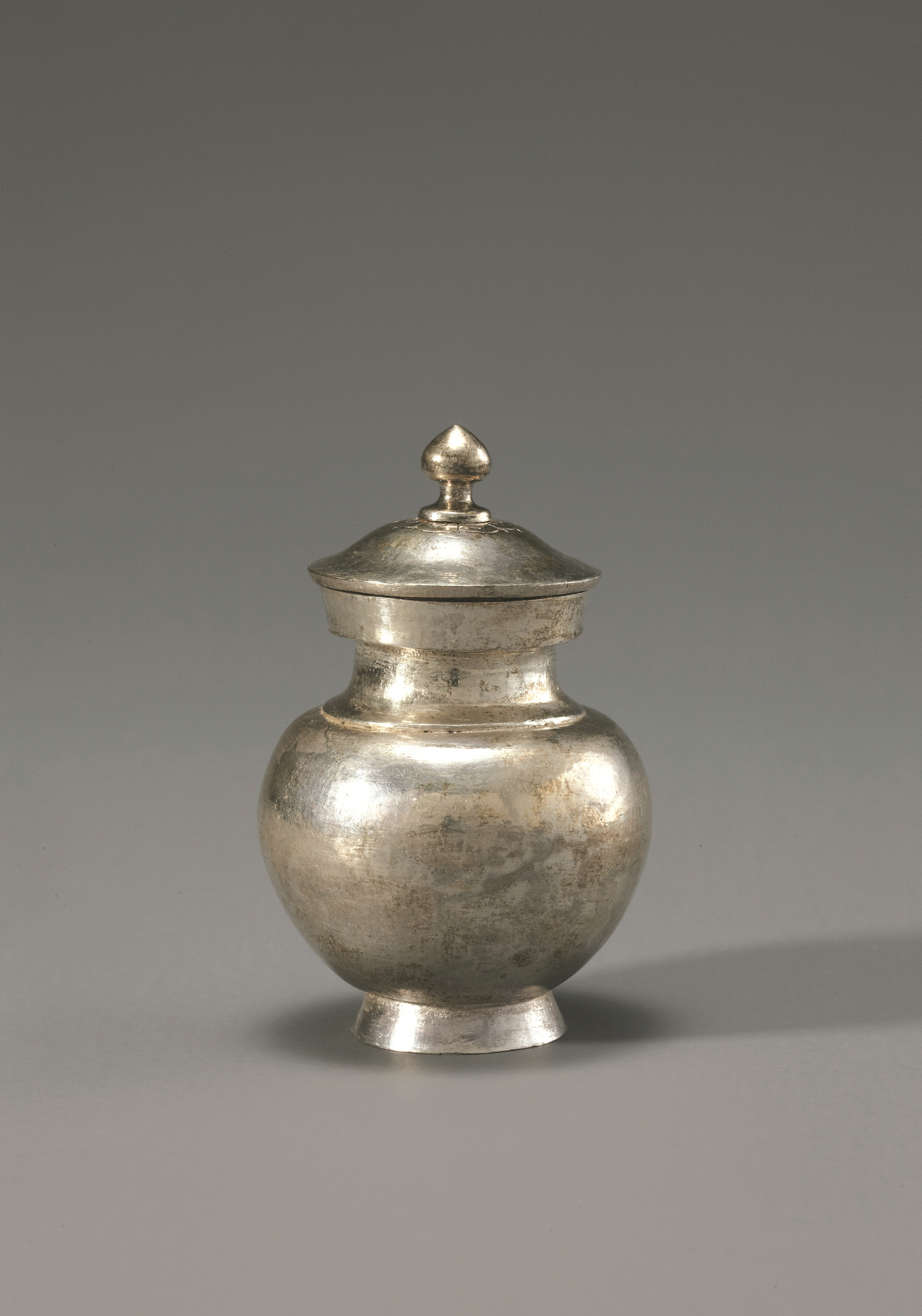
은제사리호
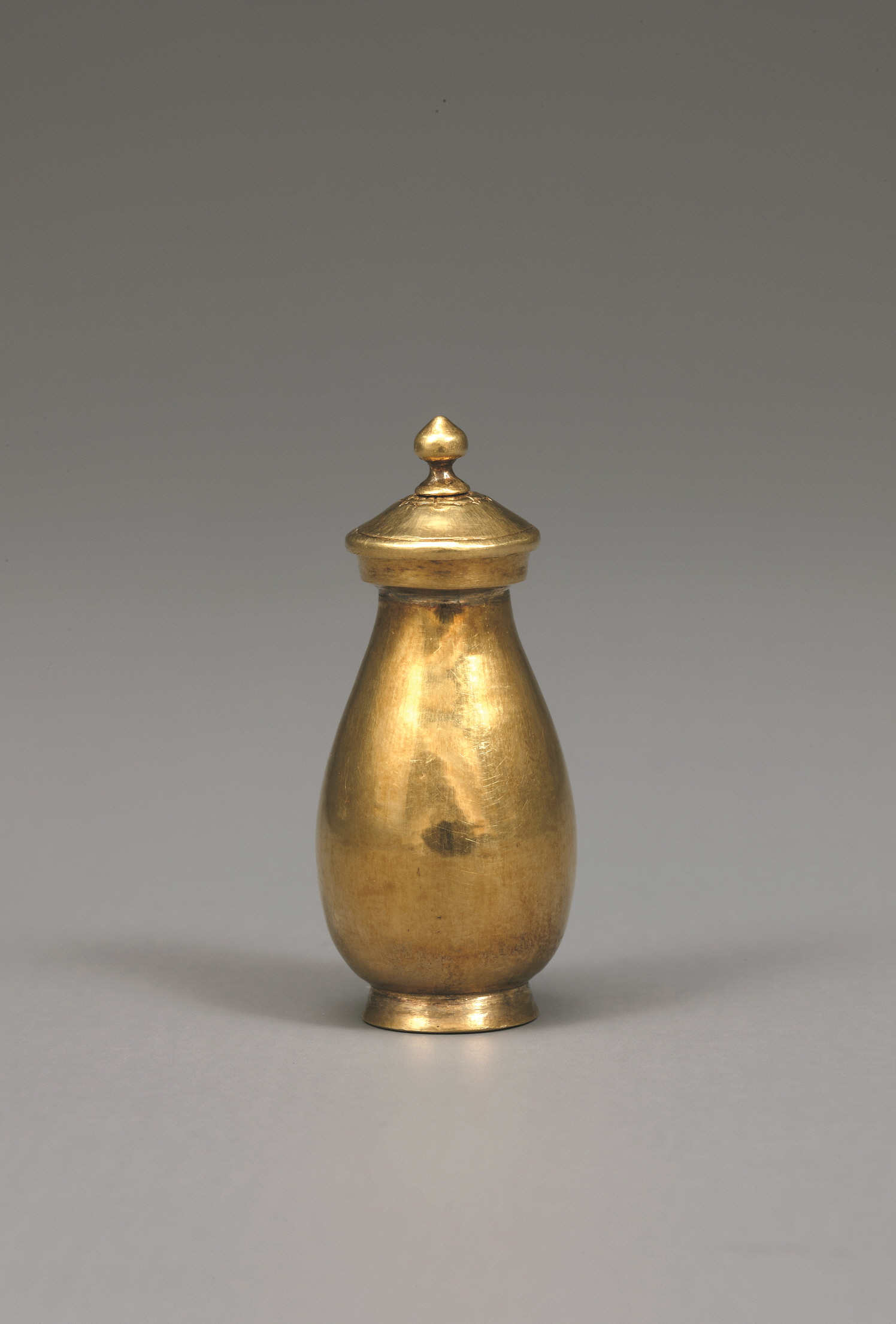
금제사리병

## 같이 보기
- 부여 왕흥사지 - 사적 제427호

## 참고 자료
- 부여 왕흥사지 출토 사리기 - 국가유산청 국가유산포털